# Semousies
Semousies település Franciaországban, Nord megyében. Lakosainak száma 229 fő (2022. január 1.). Semousies Dourlers, Bas-Lieu és Beugnies községekkel határos.

## Népesség
A település népessége az elmúlt években az alábbi módon változott:
| Lakosok száma | 248  | 250  | 249  | 243  | 240  | 237  | 234  | 232  | 229  |
|               | 2013 | 2015 | 2016 | 2017 | 2018 | 2019 | 2020 | 2021 | 2022 |